# Beautiful (canción de Mariah Carey)
«#Beautiful» —en español: «#Hermoso»— es una canción grabada por cantante estadounidenses Mariah Carey y Miguel. Fue lanzado como el primer sencillo del decimocuarto álbum de estudio de Carey, Me. I Am Mariah… The Elusive Chanteuse. Fue escrita por Carey, Miguel, Nathan Pérez, Brooke Davis, Mac Robinson y Brian Keith Warfield.
"#Beautiful" es una canción de medio tiempo, de ritmo R&B y soul. Ha recibido críticas generalmente positivas de los críticos de música , muchos de los cuales eran de cortesía de la decisión de Carey a colaborar con Miguel.
"#Beautiful" alcanzó el puesto número 15 en Billboard Hot 100 y en el número tres en la lista R&B Hot/Hip-Hop Songs en los Estados Unidos. Recibió una certificación de platino por la Recording Industry Association of America y es su decimotercera único que se incluye un millón de copias.

## Antecedentes
"#Beautiful" Fue escrita y producida por Mariah Carey y Miguel. Los rumores de que Carey y Miguel habían colaborado en una canción juntos comenzaron cuando la pareja estaba tuiteando entre sí el 3 de abril de 2013, cuando Carey tuiteó a Miguel alabando su presentación en Saturday Night Live.  El 18 de abril de 2013, Carey reveló que ella había terminado de mezclar el primer sencillo de su próximo álbum de estudio XIV. El 21 de abril de 2013, el mezclador de sonido Fletcher Allison reveló que él había estado en conjunto de un video musical dirigido por Joseph Kahn que involucró Carey y Miguel; el tuit fue borrado poco después.
El 25 de abril de 2013, Carey estrenó un video teaser de 25 segundos en American Idol. La canción se estrenó el 6 de mayo de 2013, y fue lanzado para su descarga digital el día siguiente.

## Composición e interpretación lírica
"#Beautiful" es una canción de medio tiempo, de ritmo R&B y soul. Tiene una duración de una duración de tres minutos y 22 segundos. La "gran voz" de Carey combinarse con Miguel, toma como resultado a "#Beautiful". 
La canción comienza con un verso realizado por Miguel, que comienza con la letra  "En la parte posterior de mi bicicleta, dejar que el golpe fresco viento a través de su cabello". Carey y Miguel se embarcan en una travesía en moto al atardecer, mientras se canta sobre su belleza en las letras "dejar que la luz de la luna besa tu piel". Después de la primero de 90 segundos, Carey asume el papel artista principal y lleva a cabo el resto de "#Beautiful". Después de Carey canta la línea "Llévame en cualquier lugar", ella suelta una risita. "#Beautiful" termina con una estratificación textura de ambos Carey y voz de Miguel que poco a poco desvanecerse como la canción llega a su fin. 

## Recepción

### Críticas
'"#Beautiful" recibió críticas muy positivas de los críticos de música. Randall Roberts por el diario Los Angeles Times escribió que cuando leyó que otro crítico musical Maura Johnston había declarado "#Beautiful" como "canción del verano" en el día de su estreno, fue desdeñoso de la reclamación de 2013, y no lo sintió era necesario apresurarse a escuchar la canción. Él expresó su "escepticismo y temor" ante la idea, ya que consideró que una canción con un hashtag en el título, la canción que se llama "#Beautiful", que él siente es una sobre la palabra usada, Roberts tildados la canción como "tonta, moderno y típico" antes de escucharlo. Él escribió, además, que cuando él puso sus audífonos en su equipo, que estaba preocupado de que Carey cantaba la palabra "hashtag" en las letras, pero después de escuchar la canción en su totalidad, se proclamó como una "canción pop perfecta". Roberts También escribió que aunque Carey no entra en la canción hasta un tercio del camino a través, ella coincide "tono glorioso con la confianza de alguien que sabe que puede levantar su verso para igualar lo que viene a su manera" de Miguel con un "tono glorioso". Un crítico de Rap-Up escribió que "#Beautiful" es perfecto para el verano.
Jenna Hally Rubenstein para MTV Buzzworthy escribió que la canción cuenta con "tubos de R & B calmantes de Miguel y Mariah de 1991 suenan voces etéreas", y continuó para complementar las canciones atractivo general. Jordan Sargent para Spin alabaron la canción, escribiendo que "#Beautiful" es lo que el verano está hecho. En los Teen Choice Awards 2013, la canción fue nominado en la categoría de Mejor Canción R&B Hip/Hop.

### Comercio
Debido a obteniendo una impresión audiencia de 29 millones en todos los formatos de los canales de radio dentro de un día de su lanzamiento, Billboard predijo el 7 de mayo de 2013, que "#Beautiful" se estrenará dentro del top 50 de la lista Radio Songs en los Estados Unidos. Se predijo que la canción iba a vender más de 100.000 descargas el 12 de mayo de 2013. Al día siguiente, el 8 de mayo de 2013, Billboard informó que las impresiones de la audiencia había aumentado a 31 millones y que a pesar de la cobertura radiofónica de "#Beautiful" no fue suficiente para trazar en la lista Hot 100, que había debutado en la lista Radio Songs en el número 44.
La canción debutó en el número cuatro en Bubbling Under Hot 100 el jueves 9 de mayo de 2013 en los Estados Unidos. A la semana siguiente, después de las ventas airplay y digitales, "#Beautiful" hizo su debut en Billboard Hot 100 en el número 24, el debut más alto de la semana. Desde entonces, ha alcanzado su punto máximo en la posición número 15, convirtiéndose en su primer top 15 después de "Obsessed" en 2009. De acuerdo con Nielsen SoundScan, "#Beautiful" había vendido 1,2 millones de copias en los Estados Unidos a partir de abril de 2014.
En Europa, la canción debutó en Irlanda en la posición 86, el 9 de mayo de 2013. En el Reino Unido, la canción debutó en el número 39 poco después alcanzó su posición más alta en el lugar número 22.

## Video musical

### Original
El video musical de "#Beautiful" fue dirigido por Joseph Kahn.  Fue filmado el 21 de abril y el 22 de 2013. El vídeo de su estreno mundial en American Idol el 8 de mayo de 2013, sin embargo, la fecha de lanzamiento se retrasó al 9 de mayo de 2013 en su lugar. Se hizo constar disponibles para ver en Vevo y YouTube inmediatamente después de su debut en la televisión. El vídeo tiene una producción sencilla y tiene una duración de 3 minutos y 22 segundos, donde Carey aparece vistiendo pantalones cortos y una mini camiseta con una línea de zapatos salto leer realizadas por el diseñador francés Christian Louboutin. En mayo de 2013, Carey lanzó el video con imágenes del backstage y del 27 de mayo Carey subido la versión explícita de la canción a través de su VEVO cuenta titulada "#Beautiful (Explicit Version)".

## Canciones
- Digital download[1]

1. "#Beautiful" (featuring Miguel) – 3:22

- Digital download – Spanglish Remix.

1. "#Hermosa" (Spanglish Version, featuring Miguel) – 3:21

## Créditos
- Mariah Carey : voz principal, compositor, productor.
- Miguel Pimentel : voz destacados, compositor, productor.
- Brooke Davis: compositor
- Nathan "Happy" Pérez: compositor

## Posicionamiento

### Listas
| Listas (2013)                               | Posiciones |
| ------------------------------------------- | ---------- |
| Australia (ARIA)                            | 6          |
| Australia (ARIA Urban)                      | 2          |
| Bélgica (Flandes) (Ultratip Bubbling Under) | 50         |
| Bélgica (Valonia) (Ultratip Bubbling Under) | 37         |
| Brasil (Brasil Hot 100 Airplay)             | 42         |
| Canadá (Canadian Hot 100)                   | 27         |
| Croatia (Croatian Airplay Radio Chart)      | 5          |
| Dinamarca (Tracklisten)                     | 9          |
| Francia (SNEP)                              | 41         |
| Irlanda (IRMA)                              | 16         |
| Italia (FIMI)                               | 83         |
| Japón (Japan Hot 100)                       | 77         |
| Japón (Adult Contemporary)                  | 20         |
| Japón (Hot Overseas)                        | 14         |
| Países Bajos (Mega Single Top 100)          | 8          |
| Nueva Zelanda (Recorded Music NZ)           | 10         |
| Escocia (Scottish Singles Sales Chart)      | 27         |
| Eslovaquia (Rádio Top 100)                  | 65         |
| Sudáfrica (EMA)                             | 5          |
| Corea del Sur (Gaon International Chart)    | 3          |
| España (Top 100 Canciones)                  | 22         |
| Reino Unido (UK Singles Chart)              | 22         |
| Reino Unido (UK R&B Chart)                  | 4          |
| Estados Unidos (Billboard Hot 100)          | 15         |
| Estados Unidos (Hot R&B/Hip-Hop Songs)      | 3          |
| Estados Unidos (Adult Contemporary)         | 23         |
| Estados Unidos (Adult Top 40)               | 30         |
| Estados Unidos (Mainstream Top 40)          | 15         |

### Fin de Año
| Chart (2013)                         | Posición |
| ------------------------------------ | -------- |
| Australia (ARIA)                     | 81       |
| Australia (ARIA Urban)               | 13       |
| UK Singles (Official Charts Company) | 116      |
| US Billboard Hot 100                 | 81       |
| US Hot R&B/Hip Hop Songs (Billboard) | 22       |